# Slayyyter
Slayyyter, artistnamn för Catherine Slater, född 17 september 1996 i Saint Louis, är en amerikansk sångerska och låtskrivare. Hon utgav sin debutmixtape 2019 och debutalbumet Troubled Paradise 2021 på etiketten Fader Label.

## Diskografi

### Studioalbum
- 2021 – Troubled Paradise

### Mixtapes
- 2019 – Slayyyter

### Singlar (urval)
- 2020 – "Self Destruct"
- 2020 – "Throatzillaaa"
- 2021 – "Troubled Paradise"
- 2021 – "Clouds"
- 2021 – "Cowboys"
- 2021 – "Over This!"
- 2021 – "Dog House"